# Соше-Острівська сільська рада
Соше-Острівська сільська́ ра́да — колишня адміністративно-територіальна одиниця та орган місцевого самоврядування в Великомихайлівському районі Одеської області. Адміністративний центр — село Соше-Острівське.
У період 17 липня — 25 жовтня 2020 року належить до Роздільнянського району.  Дата ліквідації сільської ради — 25 жовтня 2020 року.

## Загальні відомості
Соше-Острівська сільська рада утворена в 1920 році.
05.02.1965 Указом Президії Верховної Ради Української РСР передано Соше-Острівську сільраду Фрунзівського району до складу Великомихайлівського району.
- Територія ради: 60,66 км²
- Населення ради: 728 осіб (станом на 2001 рік)

## Населені пункти
Сільській раді підпорядковані населені пункти:
- с. Соше-Острівське
- с. Кучурган

## Населення
Згідно з переписом 1989 року населення сільської ради становило 764 особи, з яких 342 чоловіки та 422 жінки.
За переписом населення 2001 року в сільській раді мешкало 729 осіб.

### Мова
Розподіл населення за рідною мовою за даними перепису 2001 року:
| Мова       | Відсоток |
| ---------- | -------- |
| українська | 91,07 %  |
| молдовська | 3,98 %   |
| російська  | 1,92 %   |
| болгарська | 0,41 %   |
| вірменська | 0,27 %   |
| німецька   | 0,14 %   |

## Склад ради
Рада складалася  з 14 депутатів та голови.
- Голова ради:
- Секретар ради:

### Керівний склад попередніх скликань
| Прізвище, ім'я, по батькові | Основні відомості                                                             | Дата обрання | Дата звільнення |
| --------------------------- | ----------------------------------------------------------------------------- | ------------ | --------------- |
| Сойтан Людмила Іванівна     | Сільський голова, 1960 року народження, позапартійна                          | 26.03.2006   | 31.10.2010      |
| Опря Георгій Єремійович     | Сільський голова, 1965 року народження, освіта середня загальна, позапартійна | 31.10.2010   | 12.09.2014      |

Примітка: таблиця складена за даними сайту Верховної Ради України

### Депутати
За результатами місцевих виборів 2010 року депутатами ради стали:

#### За суб'єктами висування
| Суб'єкт висування | Кількість обраних депутатів | %   |
| ----------------- | --------------------------- | --- |
| Самовисування     | 14                          | 100 |

#### За округами
| № округу | Прізвище, ім'я, по батькові  | Дата визнання обраним | Освіта             | Партійна приналежність | Відомості про обраного депутата                              |
| -------- | ---------------------------- | --------------------- | ------------------ | ---------------------- | ------------------------------------------------------------ |
| 1        | Бугера Людмила Григорівна    | 02.11.2010            | середня            | позапартійна           | Соше-Острівська загальноосвітня школа І-ІІІ ст., організатор |
| 2        | Балан Юрій Анатолійович      | 02.11.2010            | середня            | позапартійний          | тимчасово не працює                                          |
| 3        | Свірідов Сергій Дмитрович    | 02.11.2010            | вища               | позапартійний          | тимчасово не працює                                          |
| 4        | Заможна Світлана Сергіївна   | 02.11.2010            | середня спеціальна | позапартійна           | Соше-Острівський фельдшерсько-акушерський пункт, завідувачка |
| 5        | Хрон Володимир Васильович    | 02.11.2010            | середня            | позапартійний          | тимчасово не працює                                          |
| 6        | Гальцева Тетяна Миколаївна   | 02.11.2010            | середня спеціальна | позапартійна           | Соше-Острівська сільська рада, бухгалтер                     |
| 7        | Богдан Оксана Володимирівна  | 02.11.2010            | вища               | позапартійна           | Соше-Острівська загальноосвітня школа І-ІІІ ст., директор    |
| 8        | Кравець Анатолій Янович      | 02.11.2010            | вища               | позапартійний          | тимчасово не працює                                          |
| 9        | Кот Наталія Петрівна         | 02.11.2010            | середня спеціальна | позапартійна           | Соше-Острівське поштове відділення, завідувачка              |
| 10       | Козак Сергій Миколайович     | 02.11.2010            | вища               | позапартійний          | тимчасово не працює                                          |
| 11       | Іванова Наталія Олексіївна   | 02.11.2010            | середня спеціальна | позапартійна           | Соше-Острівський будинок культури, директор                  |
| 12       | Мисько Володимир Ігорович    | 02.11.2010            | середня спеціальна | позапартійний          | Соше-Острівська сільська бібліотека, бібліотекар             |
| 13       | Макогон Валентина Миколаївна | 02.11.2010            | середня спеціальна | позапартійна           | Соше-Острівська сільська рада, секретар                      |
| 14       | Кравченко Микола Євгенійович | 02.11.2010            | середня            | позапартійний          | тимчасово не працює                                          |